# 丹尼爾PAW-20半自動榴彈發射器
丹尼爾PAW-20“Neopup”（PAW，意為：個人突擊武器；20，口徑）是一款由南非槍械設計師托尼·尼奧菲圖（Tony Neophytou）研製、槍械公司Gemaco Elbree有限公司生產以及丹尼爾公司銷售的半自動肩射型榴彈發射器，發射專屬的20×42毫米口徑榴彈。

## 概述
PAW-20是一種手持式半自動榴彈發射器，發射一種20毫米的點引爆榴彈。它的傳統型可拆卸式盒形彈匣具有多達7發的容量，現已改以6發可拆卸式鼓形旋轉彈匣供彈；其有效射程達到600—1,000公尺（656.17—1,093.61码，1,968.5—3,280.84英尺）。它的設計主要作為一枝用以針對緊密地聯繫在一起的敵軍或殺傷簡易、輕覆蓋物後方的人員榴彈發射器。然而，它也可與非致命性彈藥兼容。PAW-20可與更複雜和昂貴、美德聯合研製的XM25 CDTE作直接競爭。
由於拋殼口的位置是在武器左側，PAW-20已經引來了一些批評，但這些指控基本上都被證明是錯誤的，因為在從左手射擊時，發射過後的彈殼被拋出時亦不會比傳統突擊步枪更靠近操作者的面部。由於武器的手槍握把設於上右側這個獨特位置，它可讓右手的操作者只需將槍托底板置於左肩，即可從左肩射擊，而無換手的必要。
這使得使用者能夠獲得從周圍或獲得覆蓋以下射擊，而只需很少甚至幾乎無需時間改變對武器的握持模式的優勢。手槍握把的右手式位置還可以讓武器在後座時暢通無阻地直達使用者的肩膀上，使其後座力比這個類別的大部分武器更容易地控制。

## 20×42毫米榴彈
20×42毫米榴彈是由PMP-丹尼爾為PAW-20專門研發，降低了整體重量和武器的尺寸，並使其彈匣能夠裝填更多的彈數量。其槍口初速可達310米／秒（1,017.06英尺／秒），而且其彈道比更常見的40毫米榴彈更為平坦。PAW-20也可使用多種非致命性彈藥。

## 流行文化

### 电影
- 2009年—：由私人軍事公司僱傭兵固斯特·文特爾（Koobus Venter，大衛·詹姆斯飾演）所使用。
- 2015年—：鮮豔的粉紅色槍身，由尤蘭蒂（Yolandi，尤蘭蒂·維瑟飾演）和卓比（CHAPPiE，沙托·科普利配音及動作捕捉）所使用。

### 电子游戏
- 2013年—：韓國、台灣、香港和中國大陸版2016年8月4日時同時推出。裝上EOTECH全息瞄准镜，命名為「PAW-20」。

## 資料來源
1. ↑  World Security-Index.com - Press Release - Denel (Pty) Ltd - KNM Media LLP 的存檔，存档日期2008-01-02.
2. ↑  PAW20-1.jpg 的存檔，存档日期2011-05-20.
3. ↑  PMP Denel

## 外部連結
- （英文）—Modern Firearms—DENEL PAW-20 "Neopup" handheld grenade launcher（页面存档备份，存于）
- （英文）—Weapon.ge—PAW-20 "Neopup"（页面存档备份，存于）
- （英文）—The Firearm Blog.com—
  - INKUNZI PAW（页面存档备份，存于）
  - The Neopup Is Back, And In Production（页面存档备份，存于）
  - PMP Developing FULLY AUTO Variant of PAW 20mm Weapon（页面存档备份，存于）
- （英文）—Military, Security and Civilian Guns and Equipment—Denel PAW-20 Neopup - Semi-Automatic Grenade Launcher（页面存档备份，存于）
- （英文）—Soldier Systems Daily—DSEI - iNKUNZI PAW（页面存档备份，存于）
- （英文）—YouTube上的Neopup 20mm
- （简体中文）—D Boy Gun World（槍炮世界）—PAW-20 "Neopup"（页面存档备份，存于）